# Riarrangiamento di Hofmann-Martius
Il riarrangiamento di Hofmann–Martius o reazione di Hofmann-Martius in chimica organica è una reazione di riarrangiamento che converte una N-alchilata anilina alla corrispondente orto e/o para aril-alchilata anilina. La reazione richiede calore, e il catalizzatore è un acido come l'acido cloridrico.
Quando il catalizzatore è uno ioduro metallico allora viene anche detta riarrangiamento di Reilly–Hickinbottom. La reazione è nota anche per gli eteri arilici e due reazioni concettualmente correlate sono il riarrangiamento di Fries e il riarrangiamento di Fischer-Hepp.

## Meccanismo della reazione
Il suo meccanismo di reazione si concentra sulla dissociazione del reagente con il residuo organico R caricato che attacca l'anello anilina in una alchilazione di Friedel-Crafts.
Tale riarrangiamento è stato usato nello studio del 3-N(CH3)(C6H5)-2-ossindolo:

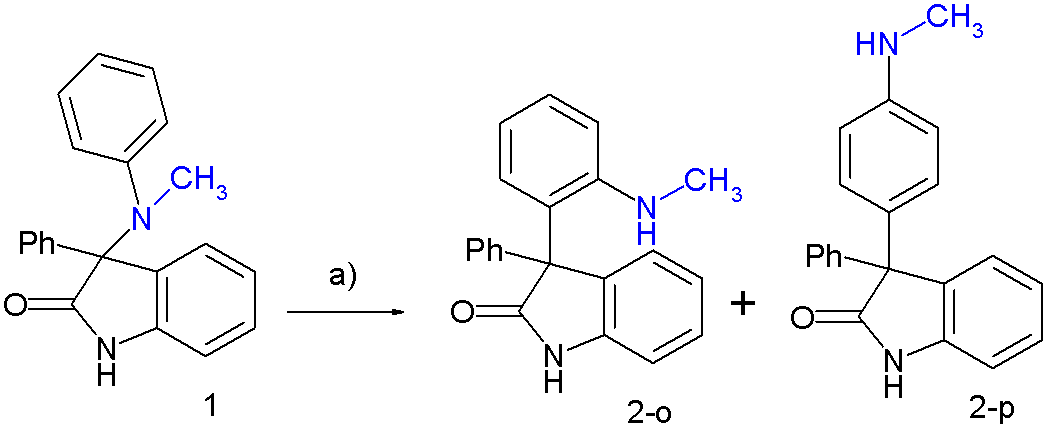
Riarrangiamento di Hofmann–Martius per il 3-N-Aril-2-ossindolo